# Брике, Индра
Индра Брике (латыш. Indra Briķe) — советская и латвийская актриса театра и кино.

## Биография
Индра Брике родилась 29 декабря 1957 года в небольшом латвийском городе Дурбе, в семье шофёра и работника библиотеки. Училась в 1-й лиепайской средней школе, театральное образование получила во второй студии Лиепайского театра, которую окончила в 1977 году.
На сцене Лиепайского театра с 1973-го, принимала участие в постановках. Актриса в штате театра с 1977. С первых ролей играет репертуар мировой сценической классики (Соня в «Преступлении и наказании» по роману Ф. М. Достоевского, Спидола в спектакле «Огонь и ночь» по пьесе Райниса).
В 1992 году переходит в Новый Рижский театр, где играет два сезона. Принимает участие в постановках Театра «Дайлес» (1993), а с 1994 года — актриса этого театра.
Дебютировала в кино в 1976 году в роли Майи — Турайдской Розы в фильме «В тени меча». Снималась на Рижской киностудии.
Лауреат премии Ленинского комсомола Латвии (1986). Награждалась почётной театральной премией им. Лилиты Берзини (1996 и 2004).. В 2008 году награждена Крестом Признания 4 степени.

## Фильмография
- 1976 — В тени меча / Zobena ēnā — Майя
- 1980 — Лето было только день / Vasara bija tikai vienu dienu — Визма
- 1987 — Если мы всё это перенесём / Ja mēs to visu pārcietīsim — Зелма
- 1989 — Судьбинушка / Dzīvīte — Дарта в молодости
- 1990 — Вальс длиною в жизнь / Valsis mūža garumā — Бирута
- 1991 — В петле — Карина Алпа
- 2023 — Молоко матери  / Mātes piens — мать Астры